# 內勁
內勁或稱為「勁」、「內功」、「內氣」，是中國武術的重要樞紐概念，傳授高效率的肌力傳遞和放大等的姿勢。故有「識得內功休再問，貫徹拳經千萬篇」之說。傳統古典的拳經、拳論，都有關於這概念的論述。例如「太極拳論」及「十三勢行功心解」之中所提及的「勁」、「以心行氣，以氣運身」以及六合八法拳的五字訣之中「養我浩然氣，遍身皆彈力」等，都是高級拳術所運用的能量。有別於「力」，「勁」是透過自身淨力來源以及費力槓桿抗力臂等控制，更完整地傳遞肌力。

## 力與勁
拳道境界的高下，不在於拳種的名稱或招式動作，而是決定於功夫所運用能量的性質。也就是「力」與「勁」的分別。中國武術的初等學，是「力」的表現。無論是哪種拳，只要是以「力」為能量，使招式產生威力的，都是「力」的功夫。用「力」的功夫，需要槓桿原理中的支點，但未必能夠時刻保持到最佳費力槓桿，如果對方稍有改變角度同位置意圖擒拿利用自己已伸長的肢體而自己未能及時調整抓靠外力方向和肢體狀態至縮短自身費力槓桿抗力臂，撞擊或壓制力不但未能高及肌力，而且容易遭受進一步打擊或壓制。在攻擊的一刹那，由於抗力臂較長，需要全身相關肌力緊張發動，才可以達到「整」(短時間內成為剛體)的效果，發出爆炸力。力的大小，則視乎筋的柔韌、骨的堅硬、肌肉鬆緊，配合速度、距離、時間等因素的配合。這是明勁的階段。
中國拳術的高級階段，則是「勁」的表現。「勁」是神、意、氣的化合。無論是哪種拳，只要是以「勁」為能量，使招式產生威力，都是「勁」的功夫。用「勁」的功夫，都需要支點，不過自己會經常意識對方行動和調整抓靠外力方向、身體重心和肢體位置和狀態，用「鬆」來為自身減少費力槓桿抗力臂，以及改變與對方接觸力的方向來增加對方自身費力槓桿抗力臂(柔)，能使對方打偏或落空從而避免受對方壓制，以及自己隨時為再次壓制對方的機會而提高撞擊或捕捉力至肌力水平，甚至到達抓靠外力水平(剛)來達致用「勁」。就武術表現而言，只要與對手有一接觸點，對手全身任何一點均在內勁的攻擊範圍之內。在攻擊的一刹那，由於抗力臂較短，全身肌力即使稍為放鬆，仍然可以達到「整」的效果，發出比「力」更強的能量。這是暗勁至化勁的階段。
用勁與用力不同的地方，是它以「鬆」為原則。身體越鬆越不用力，勁就越大。所謂「一分鬆，一分功」。反之，身體哪個部位緊了，勁就在那個地方斷。因為緊張的肌肉就像淤塞的水管阻礙水的流通。用力越多，肌肉就越緊張，產生的內勁就越少。這鬆的原則，使「用力的」決不可能冒充「用勁的」。
「力」的功夫是有限的，有止境的。一旦年紀老邁，筋骨退化時，一身的功夫也隨而消逝。然而，「勁」的功夫卻没有止境。儘管年紀老邁，筋骨退化，但只要熟練調整自身最佳費力槓桿姿勢與逼使對方不平衡等重要技巧和相關肌力，內勁卻越練越強。王薌齋、吳翼翬、張長信等先輩，以及現在北京楊家太極汪永泉 一脈的名家汪仲明、孫德明、李延璽等老先生，就是著名的實例。

## 物理槓桿
武術的基本自身可控制力學元素有質量(或重量)、肌肉力量和槓桿等人體工學。
內勁發動是透過抓靠外力和槓桿控制等技術來釋放大部分或全部肌力至對外撞擊力的方法。抓靠外力目的是獲得最大限度發揮肌力的機會，而槓桿控制是為了克服自身費力槓桿的限制以便完整地傳遞肌力到外界。這兩個技術發揮的前提都需要透過健身訓練肌肉推撐及拉動等重要核心肌群功能作為力量儲備。另外，基於運動安全，請注意以下要點:
- 所有伸直的動作應保持伸展至微曲，避免鎖死關節[15](特別是㬹膝，要小心㬹膝非㬹膝窩部位受到碰撞或壓迫)，從而減少意外導致或被撞擊或擒拿壓制導致關節錯位受傷的風險。[16][17]

- 所有伸展出擊，不管是否成功擊中對方抑或非預期地被對方改變受力方向，都必須盡快收回肢體繼續保持防護、閃避及準備下次出擊。

- 所有對抗動作包括抓靠外力和主動撞擊或壓制力，應保持肩臀所受扭力方向與㬹膝轉動軸心方向形成接近平行。

- 肩臀所受扭力方向與㬹膝轉動軸心方向形成接近直角的動作，只能作為主動調整方位以保持防護及準備出擊的功能，而並非主動受力功能(例如，撥動對方攻擊)，否則會因為無法像推撐技般直接阻嚇對方進攻意圖而未能在防守空隙時段降低被攻擊機會[18]，或者此動作在㬹窩或膝窩角度約直角時可能被擒拿加劇扭動至肩臀關節錯位受傷。[19]

### 抓靠外力
傳統有"力從地起"作為內勁發動的基礎，即是靠地面反地心吸力或靠地面摩擦力，但如果體重比對方輕就應該利用自己重量輔助反擊以觸發對方失平衡，或者應該抓靠牆壁，扶手或對方身體來反擊，以臨時增加自身重量或動量，減少或停止因撞擊以致後座力的影響，否則向對方的撞擊力很大機會在未達到高強度訓練肌力時已經突破自己抓靠地面摩擦力，導致把自己撞飛。再者，抓靠牆壁，扶手或對方身體更能發揮肌肉力量，特別是抓靠該物件能給予接近水平線正向力等反作用力時，向對方撞擊或壓制力不像靠反地心吸力支撐的撞擊會受自身重量而大幅扣減，並且正向力不像摩擦力會受接觸表面粗糙程度影響。如果只能抓靠地面摩擦力，需要達到以下短時間內發動的條件才能最大提高撞擊力接近地面摩擦力:
- 假設地面非濕滑或光滑狀態，蹬地推動方法首選先腳跟後順勢腳前掌方法，次選直接使用腳前掌，以減少腳踝關節錯位或筋腱拉傷機會。

- 後腳為靠摩擦力推動腳，前腳則是制動腳。先用髂腰肌或腳前掌蹬地抬起制動腳，好讓推動腳與身體重心自由傾斜不至於造成對腳踝過份壓迫、對盤骨大腿周邊筋腱過份拉扯或對小腿增加意外抽筋的機會，從而安全地為重心加速。[29]

- 在身體不平衡導致重心即將傾倒一刻，肢體抓地位置與身體重心的傾斜程度會直接影響該肢體蹬地時重心的推進速度及方向。[30][31][32][33]

- 在身體重心加速與制動腳未有落地時，使用手或腳直線出擊並與重心前進方向接近，讓撞擊力提高至接近肌力，甚至接近地面摩擦力。[34][35][36][37]不管擊中與否，出擊手腳必須盡快收回並使用髂腰肌與臀肌控制制動腳整個腳掌或腳踝首先着地(減少因在複雜凹凸角度的地面不當着地而扭傷)，繼續保持防護和準備再次出擊。

另外，所有預期或非預期地引發自身自由落體或拋體運動的狀態有以下要點注意:
- 此狀態最大程度或唯一淨力來源是地心吸力

- 此狀態既定拋體路線不能被改變，直至預期[40]或非預期地[41]着地、觸碰或撞擊外物

### 槓桿控制
武術要做到人體最好的費力槓桿需要以下2點同時達成，才可以縮短撞擊或壓制力點與槓桿軸心(自身重心、肩臀、㬹膝等)之間的費力槓桿抗力臂距離，從而把對外施力提高至接近肌力，甚至接近抓靠物件給予的反作用力:
- 抓靠物件給予反作用力的方向、對外撞擊或壓制力的方向與自己重心移動的方向越接近相同方向越好

- 抓靠物件給予反作用力的路線、手(腳)對外撞擊或壓制力的路線、肩㬹(臀膝)移動路線與自己重心移動路線越接近越好

最差的費力槓桿與以上2點完全相反(拙力)，所以要控制重心與四肢關節的位置，維持自己最好的費力槓桿，並且如能把握合適角度推撐或拉動的機會，壓制對方最差的費力槓桿就是自己得到最好的省力槓桿(巧勁)。 因此，更長的臂展或腿長有打擊距離優勢，但若果相關肌力不足，會成為提供對方更長的施力臂，更容易被撐擊致失平衡或擒拿壓制。
總結，採用最好的費力槓桿就是提高對外壓制力至接近肌力甚至抓靠外力，因此身體營養資源能有效顯現為內勁。

## 內勁訓練或運動例子
現實中的體能訓練或運動姿勢例子都會運用抓靠外力和槓桿控制等技術，而且保持兩個力點方向平行並連成接近同一直線，從而可以在縮短了抗力臂的最好費力槓桿姿勢下感受到內勁。正向力是較好的發揮內勁方法，但如果要使用摩擦力，就必須要準備抓地力強(高摩擦系數)的運動鞋和場地以及盡量增加表面反作用力等條件才能發揮內勁。兩個力點方向接觸部位可以基於當刻訓練或戰術目的而互相轉換兩個技術。
主動抓靠或推拉移動的部位: 手(肩、近㬹尺骨、手掌、所有手指)、腳(臀、近膝脛骨、腳掌、腳背)
被動抓靠或撞擊的部位: 背(肩背，腰臀背)、胸(胸肩)
體能訓練或運動例子:
1.肢體透過軀幹串聯承受抓靠與推拉移動力(反之亦然):
- 手腳串聯: 兩個力點方向必須與脊柱方向接近平行[43][44][45][46][47]

- 兩手串聯: 兩個力點方向必須與兩肩距離方向接近平行[48][49]

2.肢體並聯承受抓靠與推拉移動力(反之亦然):
- 手腳並聯: 兩個力點方向必須落在手腳與軀幹任何部分[50][51][52][53]

- 兩手並聯: 兩個力點方向必須落在肩背與手掌(或胸肩與所有手指)[54][55][56]

- 兩腳並聯: 兩個力點方向必須落在腰臀背與腳掌[57][58]

以上運動例子不但可以體驗內勁的關節安全和優化槓桿運用減少浪費肌力等理念，而且可以伸延到機械操作層面來感受以載運工具輔助人力勞動的便捷，例如手推車代替人力承重、鏟車進一步用能源推動搬運和無人機更進一步用遙控操作，但因為工具或機器本身費力槓桿效應會直接挑戰物料承受及平衡控制等能力，可引致傷亡事故，所以必須訂立及遵守安全操作守則來加強機械安全意識及執行牌照制度以減低意外風險。

## 打擊技的槓桿(未捕捉)
㬹膝等重要樞紐關節伸屈角度與內勁槓桿距離的關係會有不同的戰術作用:
1.㬹膝關節等於或大於直角(對方眼中的較長省力槓桿): 常用於直拳、推掌、近㬹尺骨撞擊、撐踢/側踢、近膝脛骨撞擊或位置走避，但因遠離身體重心或肩臀等結構使前臂或小腿與頭部一樣容易受撞擊或壓制影響，所以必須盡快收回已伸出的肢體以繼續保持防護，準備再次出擊。
以上打擊技術或其他安全地拉動或撞擊的關節結構都是如下規律，才能減低拉動、撞擊時自身關節、骨頭或神經組織的損傷:
- 關節結構相對接近身體重心的支柱與相對遠離身體重心的支柱要形成接近直角，並且使用相對遠離身體重心的支柱較接近該關節的部位進行拉動、撞擊或壓制

- 相對接近身體重心的支柱與拉動、撞擊或壓制力形成平行方向

基於所有骨柱結構對於與骨柱方向形成平行的力度有較高承受能力，對於與骨柱方向形成直角的力度有較低承受能力，以上技術是直線推撐或拉動的技術，能為自身縮短費力槓桿抗力臂，所以既可以令對外撞擊力接近肌力並且比較安全。至於㬹膝接近伸直的曲線打擊技術(特別是鞭拳、鞭踢)有以下安全事項注意:
- 技術姿勢會增加自身費力槓桿抗力臂距離，容易受壓制。

- 作為技術撞擊的前臂尺骨和小腿脛骨形狀尖銳而撞擊面積小但撞擊壓力大，加上沒有肌肉包裹以致撞擊時欠緩衝，所以旋轉掃擊時如果發生自己和對手骨頭之間無緩衝碰撞，進攻者或受攻者都有骨折風險。

- 若果非預期地讓上臂或大腿撞擊，手㬹或膝頭會有錯位受傷風險。

- 如果使用手腳腕部位進行旋轉掃擊，當撞擊對方骨頭時，會有神經損傷(如使用手腳背)和手腕或腳踝關節筋腱拗傷風險。

2.㬹膝關節小於直角(對方眼中的較短省力槓桿): 常用於保護身體及頭部和準備出擊，亦會用於㬹膝撞擊(只要肩臀關節不過度伸展，不論直線或曲線撞擊都比伸直的㬹膝安全，但需要注意撞擊技巧角度以避免神經損傷)，並且不容易受撞擊或壓制影響。
逃走或擒捉機會出現前要時常走避和保護頭部及身體，才可以減低受傷機會及程度。其走避方法以遠離對方的方向或自身與對方之間直線距離的直角方向避離對方攻擊範圍，增加對方攻擊角度打偏或落空的機會。如果加上用腿推撐對方腿部，更可以使對方失平衡而阻截其攻擊進程來增加自己逃走機會。另外，如果為了往後的壓制，便需要前提以下兩點同時出現才會增加擒捉成形機會:
- 基於感官判斷至身體反應的便捷度，對方的肢體支柱與自己視線趨向直角較好
- 自己前臂與對方的該肢體支柱接觸時趨向直角較好

## 擒拿鎖技或摔技的槓桿(已捕捉)
手捉肢體透過阻礙對方多個肢體合作與促進自己多個肢體合作來改變手腳原本槓桿結構以便內勁的運用:
1.手捉對方肢體: 採用擒拿鎖技或部分技巧性摔技不需要承受對方大部分重量，是透過手拉加另外手腳推撐對方或者手拉加外借物件阻礙對方手腳等方式以自己多個肢體合作迫使對方單一肢體成為差劣的費力槓桿，所以自己可以得到省力槓桿，進而使其失平衡並壓制或摔倒。
另一部分力量性摔技需要若干深蹲或硬舉能力，當迫使對方重心與自己重心形成接近垂直線時，才能承受對方大部分或全部體重，進而壓制或摔倒。
有效地壓制對方的關節結構都是如下規律，才能減低對方繼續攻擊的機會:
- 如果要一根支柱狀物體不能在某一轉動維度進行旋轉而受到制動，它的兩端附近位置表面直角方向必須受到兩個相同方向的力以及兩個位置之間任何位置受到一個相反方向的力，並且兩個相同方向的力的總和等於該相反方向的力

- 利用此原理和為了針對㬹膝屬於一維轉動關節的角度限制等特性，至少一手捉對方前臂或小腿近手腳掌等位置並給予其表面直角方向的拉力，同時身體任何部分於對方手㬹或膝頭給予推力，該推拉力同時進行而且互相平行並合力牽引對方胸口貼至牆壁或地面，那麼對方㬹或膝受到的推力會等於對方前臂或小腿的拉力與對方肩膀或臀部受到的外力(牆壁力、地面反地心吸力或對方本身重量的牽引力)的總和，使對方㬹膝無法收縮從而無法再次攻擊。

2.手捉自己肢體: 利用兩個肢體合併後較堅實結構來化解以手捉對方作為前提的擒拿鎖技或摔技。另外，因為物理上捉人者與被捉者是互相捕捉，此時再加推撐可發揮力度會比無捕捉時推撐力度更大，所以需要時可以加上腿力推撐對方以擊退化解。

## 器械的槓桿
雙手持硬或軟器械，不論任何自然形成或刻意設計的形狀，在沒有物料承受能力對比下，手握位使用正向力可承受撞擊或壓制程度比摩擦力的可承受能力大和穩定，才可發揮內勁。

### 硬器械
雙手緊握同一硬器械輔助下的槓桿方法有3類，以用棍水平出擊作為例子(剔除因棍本身重量等因素)，並以雙手於兩棍端之間任何位置緊握:
1.胸推或背拉棍: 雙手握力點之間棍身直角方向作推撐和拉動。器械處於平衡狀態下的對外施力，會等於兩手推力或拉力的總和。如果雙手距離與肩闊相約，對外施力更會接近核心肌力(例如: 胸肌、背肌)。
2.雙手戳棍: 用棍頂端出力作推撐和拉動，並且出力方向與棍身方向平行。器械處於平衡狀態下的對外施力，會等於兩手推力或拉力的總和。如果棍身與肩部接近，對外施力更會接近核心肌力(例如: 胸肌、背肌、肩肌)。不過由於雙手會承受摩擦力，當戳棍力度過大，有機會導致脫手。
3.雙手掃棍: 用兩個手握位之間以外的棍身地方直角方向進行掃擊。器械處於旋轉狀態下的對外施力，會於以下情況改變:
- 當兩個手握位之間距離小於掃擊力點與較近掃擊力的手握位之間距離，掃擊力會低於較近掃擊力的手力的一半
- 當兩個手握位之間距離大於掃擊力點與較近掃擊力的手握位之間距離，掃擊力會高於較近掃擊力的手力的一半

如果單手緊握棍，只有戳棍和掃棍等技術。除了注意戳棍摩擦力的限制影響，還需留意掃棍時手腕和手指肌力事前訓練的重要性，以減少受傷。
不論任何硬器械，如果能用頂端位置攝入外來物件空隙，就有機會利用該空隙成為支點而臨時促使該器械形成省力槓桿，從而放大內勁的力量，較容易把障礙物撬開及移除。

### 軟器械
雙手緊握同一軟器械輔助下的出力方法有2類，以用繩水平出擊作為例子(剔除因繩本身重量等因素)，並以雙手於兩繩端之間任何位置緊握:
1.雙手拔繩: 用繩身任何位置的傾向平行方向出力作推動或拉動。器械處於平衡狀態下的對外施力，會等於兩手推力或拉力的總和。如果繩身與肩部接近，對外施力更會接近核心肌力(例如: 胸肌、背肌、肩肌)。不過由於雙手會承受摩擦力，當拔繩力度過大，有機會導致脫手。
2.單手或雙手迴旋繩: 用繩身任何位置作旋轉掃擊，並且掃擊方向與繩身方向成直角。因此，請注意以下技術限制: 
- 器械處於旋轉狀態下的撞擊，前提需要使用者在造成有效繩身撞擊前用若干時間，切向加速繩身至相當速度，並且不論旋轉中的繩身與前臂形成平行或直角，切向加速力過程的方向都會跟前臂成接近直角，所以切向加速力的路線一定遠離手㬹、肩膊或身體重心等槓桿支點，形成顯著的費力槓桿。

- 由於空氣有阻力，使用者一定要保持切向加速力度而保持繩身穩定或增加旋轉速度，否則會自然減速。[92]

- 撞擊後不能像棍一樣持續給予力度進而壓制，需要重複切向加速的方法為再次撞擊做準備。因此，此技術的體能效率和技術是一大挑戰。[93]

- 由於雙手會承受摩擦力，當繩身旋轉向心力度過大，有機會導致脫手。

## 評估內勁方法與難度
內勁與力的強弱共同以接觸力大小表達以估計肌力強弱，但要準確評估內勁有以下方法和限制:
垂直線接觸力有地心吸力參與，制衡力為反地心吸力:
- 如果下墜抓跌或撞跌對方，向對方造成向下接觸力等於自己重量加上肌力，結果重量成為發力輔助，同時顯示即使不付出肌力，自身重量都可以向對方造成接觸力，所以此類技術難以評估內勁強弱，甚至無法解答有否使用肌肉力量，但對於武術體能運用方面是策略性技巧。

- 如果深蹲式抬起對方，蹬地所靠地面反心吸力會被自身重量扣減才等於向對方造成的向上接觸力，結果重量成為發力負擔，所以此類技術適合作為直接評估內勁強弱或者訓練體能的方法[94]，並且搬動物件還是職業安全中重要課題之一[95]，經常用作安全提醒，但對於武術體能運用方面是不理想的技術。

水平線接觸力沒有地心吸力參與，推動力與制動力都來自水平的摩擦力或抓靠物件給予的反作力等正向力:
- 自己與對方在沒有抓靠外力條件互相造成撞擊力只有各自靠地面摩擦力支持。假設雙方摩擦系數相同(同款鞋與同材質地面)並且各自都能令肌力與撞擊力相同。如果自己的重量不及對方大，即使自己訓練肌力的強度遠超於自己的重量，只要自己受到的撞擊力超過自己受到的地面摩擦力，自己便會後退。即使能高難度地完全發揮高強訓練肌力來突破對方摩擦力，結果會是，自己長距離後退但對方只會短距離後退。

- 如果自己在有抓靠外力條件向對方造成接觸力，自己會因為抓靠結構堅實物件臨時增加自身重量而較容易完全發揮訓練肌力。當能突破對方地面摩擦力，對方便會後退而自己很大機會絲毫不動。

- 可是，最後只有接受過肌力訓練的成功者知道自己訓練強度已超越該接觸力，至於旁觀者在沒有摩擦力試驗器精準測試及適合物料準備[96]情況下只能證明自己的確用了自己肌力撞擊對方並令其移動。如果成功者較輕，便基於被撞擊後退的較重對方之重量來粗略估計。如果成功者較重，便基於被撞擊後退的較輕對方之後退距離來粗略估計。

從以上方法同限制知道，武術技能的內勁能力和體能運用能力在沒有精準儀器的試驗下難以準確地同時評估。
另外，有些人士的肌肉連接在骨柱的位置比一般人較遠離相關肌力槓桿關節，所以其施力臂較長，導致向對方造成撞擊力有機會大於肌力，因此內勁評估可能低估該人士的肌肉力量。

## 內氣培養
內勁與體能鍛鍊一樣都需要透過具規律的營養吸收和運動訓練，才能有效地提升表現。

### 身體營養
健康飲食及如厠等習慣應該盡量規律，特別是運動前應確保已經大部份或徹底排走毒素，以避免身體長期吸收毒素造成負面影響，並使身體盡量以當日飲食營養以支持運動訓練及身體修復。

### 運動訓練
每個人都有與生俱來的「內氣」，只是強弱不同而已。武術家通過有效的鍛鍊，能培養及壯大本身的「內氣」。成為支援招式攻擊、防守的能量。不論訓練目的是武術運用或體能訓練，都應保持發動肌力時呼氣與回收準備時吸氣等習慣，使呼吸和肌力活動盡量協調。
培養及壯大「內氣」的關鍵，在於能「鬆」。「鬆者，蓬鬆也；寛而不緊也；輕鬆也；放開也；輕鬆暢快也；不堅凝也。含有小孔以容其他物質之特性也」。具體內容包括骨骼鬆、肌肉鬆、臟腑鬆、氣鬆和精神鬆。這是在提起精神狀態之下的「鬆」。是令氣機啟動、內氣鼓盪的積極的「鬆」。而求鬆的法則是「先梢後根」。也就是「先手腕，腳脖鬆開，靈活自如。再繼續鍛鍊膝和肘的放鬆。而後至肩、胯等等的放鬆」。能「鬆開」，自身內氣才能與空間融合，產生及壯大「勁」的能量。不能「鬆」，就不能有效地培養氣的能量。所以，太極拳大師楊澄甫每日授徒時，必重複十餘次提醒道：「要鬆，要鬆，要鬆凈。要全身鬆開。」。這便是「勁」的能量修煉的法則。

## 延伸閱讀
- Liu, Jin Yin 劉金印. . 北京市: 北京體育大學出版社. 2010. ISBN 9789574688241.
- Wang, Yongquan 汪永泉. Wei, Shuren 魏树人; Qi, Yi 齐一 , 编. . 北京市:  人民体育出版社. 1995. ISBN 7500912420.
- Zhu, Huaiyuan 朱懷元. . Hong Kong: 汪永泉傳楊氏太極拳研究會(香港). 2007. ISBN 9789889843151.

## 外部連結
- 中華拳道學 （页面存档备份，存于）
- 汪永泉揉手發勁示範
- 李延璽揉手發勁示範（页面存档备份，存于）
- 馬岳樑推手示範
- 形意拳說道：步法與樁步（页面存档备份，存于）